# Melanie Scrofano
Melanie Scrofano (født 20. december 1981) er en canadisk skuespillerinde. Hun er kendt for at spille rollen "Rebecca" i dramakomedie serien Being Erica, "October" i serien Pure Pwnage, og "Tia" i dramaserien The Listener. Scrofano har spillet hovedrollen som Wynonna Earp i tv-serien af samme navn siden 2016.

## Filmografi
- RoboCop (2014)
- Wolves (2014)
- Nurse 3D (2012)
- Citizen Gangster (2011)
- Saw VI (2009)
- Baby Blues (2008)